# Hans-Thies Lehmann

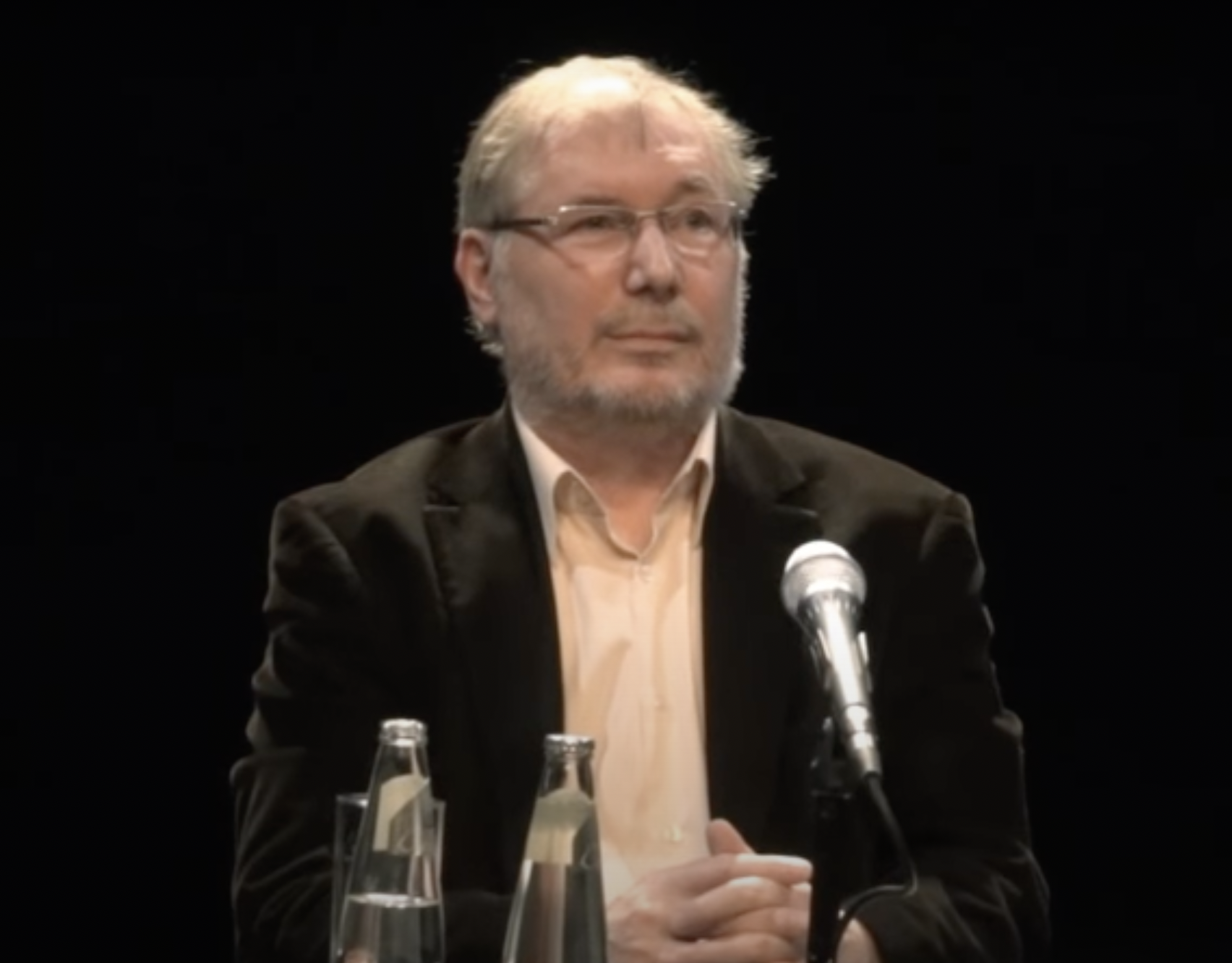
Hans-Thies Lehmann (2012)

Hans-Thies Lehmann (* 22. September 1944 in Ehringshausen; † 16. Juli 2022 in Athen, Griechenland) war ein deutscher Theaterwissenschaftler, Germanist und Komparatist.

## Leben
Von 1981 bis 1987 hat Lehmann mit Andrzej Wirth am Aufbau der Studiengänge für Angewandte Theaterwissenschaft der Universität Gießen mitgearbeitet. Von 1988 bis zu seiner Emeritierung im Jahr 2010 lehrte Lehmann als Professor für Theaterwissenschaft an der Johann Wolfgang Goethe-Universität in Frankfurt am Main. Gastdozenturen führten Lehmann an die Universitäten von Amsterdam, Paris, Wien, Krakau, Tokyo, Kaunas und Charlottesville.
Lehmann galt als Theoretiker des postdramatischen Theaters. Er veröffentlichte Bücher zum Gegenwartstheater, zur Theorie des Theaters, zu ästhetischer Theorie und insbesondere zu Bertolt Brecht und Heiner Müller. Darüber hinaus entwickelte er eigene szenische Projekte und dramaturgische Arbeiten an verschiedenen Theatern.
Zuletzt lebte Hans-Thies Lehmann mit seiner Ehefrau, der Theaterkritikerin Helene Varopoulou, in Athen.

## Mitgliedschaften
- Seit 2017: Berliner Akademie der Künste[3]

## Schriften (Auswahl)

### Monographien
- Subjekt und Sprachprozesse in Bertolt Brechts „Hauspostille“. Texttheoretische Lektüren. 1978 OCLC 923035982
- Mit Helmut Lethen: Bertolt Brechts „Hauspostille“ – Text und kollektives Lesen. Metzler, Stuttgart 1978, ISBN 3-476-00378-7.
- Theater und Mythos. Die Konstitution des Subjekts im Diskurs der antiken Tragödie. Metzler, Stuttgart 1991, ISBN 3-476-00754-5.
- Postdramatisches Theater. Verlag der Autoren, Frankfurt am Main 1999, ISBN 978-3-88661-284-0.
- Das Politische Schreiben. Essays zu Theatertexten. 2. erw. Aufl. Theater der Zeit, Berlin 2012, ISBN 978-3-943881-17-2.
- Tragödie und Dramatisches Theater. Alexander Verlag, Berlin 2013, ISBN 978-3-89581-308-5.
- Brecht „lesen“. Theater der Zeit, Berlin 2016 ISBN 978-3-95749-079-7.

### Herausgeberschaften
- Beiträge zu einer materialistischen Theorie der Literatur. Ullstein, Frankfurt 1977.
- Mit Renate Voris: The Brecht Yearbook. Band 17: Der Andere Brecht. 1992.
- Mit Erika Fischer-Lichte, Wolfgang Greisenegger: Arbeitsfelder der Theaterwissenschaft. (= Forum modernes Theater, Bd. 15). 1994.
- Mit Patrick Primavesi: Heiner Müller Handbuch. J. B. Metzler, Stuttgart 2003, ISBN 978-3-476-01807-6.
- Mit Martina Groß (Hgg., Autoren): Populärkultur im Gegenwartstheater. Theater der Zeit, Berlin 2012, ISBN 978-3-942449-19-9

### Übersetzung
- Florence Dupont: Aristoteles oder der Vampir des westlichen Theaters. Alexander Verlag, Berlin 2017.

## Film über Hans-Thies Lehmann
- Aus Anlass des Symposiums „Postdramatisches Theater weltweit“ in der Akademie der Künste Berlin 2019 entstand im Auftrag der AdK der Film „Hans-Thies Lehmann – Postdramatisches Theater“ von Christoph Rüter mit Hans-Thies Lehmann u. v. a. * Inhaltsangabe bei Christoph Rüter Filmproduktion